# Cárdenas (Tabasco)
Cárdenas (Heroica Cárdenas) – średniej wielkości miasto położone w północnowschodniej części meksykańskiego stanu Tabasco. Jest także siedzibą gminy Cárdenas liczącej 248 481 mieszkańców Gmina Cárdenas jest położona na wybrzeżu Zatoki Meksykańskiej.

## Historia
Teren gminy i miasta od około 800 roku p.n.e. należały do plemienia Olmeków, których stolica La Venta jest zlokalizowana na zachód, w sąsiedniej gminie Huimanguillo. Od około V wieku naszej ery tereny zostały podbite przez Majów, którzy do czasów przybycia Europejczyków władali na tym terenie. Pierwszy tereny te spenetrował konkwistador Bernal Díaz del Castillo. Historia podbojów jest bardzo krwawa i burzliwa i między innymi pod koniec (1680 – 1689) tereny były łupione przez angielskich piratów.